# Eugenio (emperador)

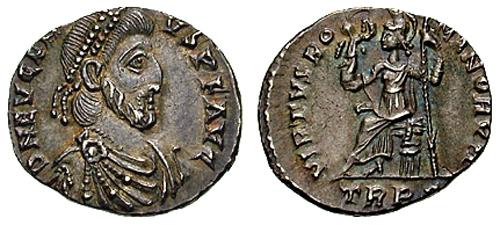
Moneda con el rostro de Flavio Eugenio, quien fue emperador romano entre los años 392 y 394. Generalmente es considerado como un usurpador.

Flavio Eugenio (en latín, Flavius Eugenius, ¿345?-6 de septiembre de 394) fue un usurpador romano (392-394) contra el emperador Teodosio I.

## Vida
Aunque anteriormente había sido profesor de gramática y retórico, así como magister scriniorum, Eugenio tenía buena relación con el magister militum y gobernante de facto del Imperio Romano de Occidente, Arbogastes. 

### Ascenso al poder
Después de la muerte de Valentiniano II, Arbogastes, que había sido probablemente el causante del asesinato o suicidio de Valentiniano, elevó a Eugenio a la púrpura el 22 de agosto de 392.

### Política administrativa, militar y religiosa
Tras su elección, Eugenio cambió a funcionarios imperiales. Cuando Teodosio había dejado la mitad occidental del imperio a Valentiniano II, había puesto a sus propios hombres en los cargos civiles más altos, para guardar un control fuerte sobre el imperio entero. Eugenio sustituyó a estos administradores por otros leales, procedentes en su mayoría de la clase senatorial. Nicómaco Flaviano el Anciano se convirtió en Prefecto Pretorio de Italia, su hijo Nicómaco Flaviano el Joven recibió el título de Prefecto de Roma, mientras que el nuevo praefectus annonae fue Numerio. 
Eugenio era cristiano, pero al contrario que el emperador oriental, no tenía problemas con otras corrientes cristianas, además ayudó la reedificación del templo de Venus y Roma y la restauración del Altar de la Victoria en la sede del Senado. Esta política religiosa provocó tensión con Teodosio I y el poderoso e influyente obispo de Milán, Ambrosio.
Eugenio acertó en el campo militar, ayudando a la integración de alamanes y francos en la sociedad romana. Flavio Arbogastes, que era franco, y tenía también alamanes y francos en sus filas, marchó a la frontera del Rin, donde impresionó y pacificó a las tribus haciendo desfilar su ejército delante de ellas.

### Caída de Eugenio
Cuando le eligieron emperador, Eugenio envió embajadores a la corte de Teodosio, pidiendo el reconocimiento de su elección. Teodosio los recibió, pero comenzó a reclutar a tropas para derrotar a Eugenio. También promovió a su hijo Honorio, de ocho años de edad, al cargo de Augusto de Occidente en enero de 393. 
Teodosio se dirigió desde Constantinopla con su ejército y venció a Eugenio y a Arbogastes en la batalla del Frígido —en la moderna frontera entre Italia y Eslovenia— el 6 de septiembre de 394. La sangrienta batalla duró dos días, y fue marcada por acontecimientos astronómicos y meteorológicos inusuales, pero Teodosio ganó in extremis. Arbogastes se suicidó inmediatamente después de la derrota, mientras que Eugenio fue capturado y ejecutado como criminal. Su cabeza fue exhibida.

## Legado
El reinado de Eugenio marcó el final de una era y el principio de una nueva. Un año después Teodosio murió, dividiendo su imperio entre sus dos hijos, Honorio y Arcadio. Esto había sucedido muchas veces antes en los dos siglos anteriores, pero esta vez que fue definitiva: el imperio romano no se reunificaría hasta la entrega del púrpura de Occidente al emperador bizantino Zenón, el 476.